# Carl Erdmann
Carl Erdmann (n. 17 noiembrie 1898, Dorpat - astăzi Tartu, Estonia – d. 5 martie 1945, în apropiere de Zagreb) a fost un istoric german, specializat în istoria politică și intelectuală medievală. S-a remarcat în principal prin studiul său asupra originilor ideii de cruciadă în creștinătatea occidentală, ca și prin elaborarea colecțiilor de scrisori și corespondență dintre elitele seculare și ecleziastice din secolul al XI-lea. A participat la elaborarea prestigioasei colecții Monumenta Germaniae Historica, de editare critică a surselor medievale. Este adeseori menționat alături de Percy Ernst Schramm și de Ernst H. Kantorowicz ca fiind unul dintre cei mai influenți și importanți savanți germani în domeniul culturii politice medievale din secolul XX.

## Opere
- Die Enstehung des Kreuzzugsgedanken, Stuttgart, 1935. (traducere în limba engleză: The Origin of the Idea of Crusade, Princeton, 1977).
- "Das Wappen und die Fahne der römischen Kirche", Quellen und Forschungen aus italienischen Archiven und Bibliotheken 22 (1930-31), pp. 227–255.
- "Die Briefe Meinhards von Bamberg", Neues Archiv 49 (1931-32), pp. 332–431.
- "Die Anfänge der staatlichen Propaganda im Investiturstreit," Historische Zeitschrift 154 (1936), pp. 491–512.
- (editor) Die Briefe Heinrichs IV. MGH Deutsches Mittelaler 1 (1937).
- Studien zur Briefliteratur Deutschlands im XI. Jahrhundert, Schriften des Reichinstituts 1 (Leipzig, 1938)
- "Das ottonische Reich als Imperium Romanum", Deutsches Archiv 6 (1943), pp. 412–441.
- Forschungen zur politischen Ideenwelt des Frühmittelalters, Berlin, 1951 (publicată postum).